# Saravá
Saravá é uma interjeição utilizada como forma de saudação usada no Brasil. De acordo com o Dicionário Houaiss da Língua Portuguesa, o termo originou-se na fala de africanos escravizados falantes de línguas bantas pela forma como pronunciavam a palavra "salvar" (salavá > saravá).
A saudação é amplamente utilizada nas religiões afro-brasileiras, nomeadamente na umbanda, na qual tem o significado "salve!" ou "viva!